# Cachexia reburrus
Cachexia reburrus är en skalbaggsart som först beskrevs av Helava in Helava et al. 1985.  Cachexia reburrus ingår i släktet Cachexia och familjen stumpbaggar. Inga underarter finns listade i Catalogue of Life.